# Luperina rubella
Luperina rubella är en fjärilsart som beskrevs av Philogène Auguste Joseph Duponchel 1835. Luperina rubella ingår i släktet Luperina och familjen nattflyn. Inga underarter finns listade i Catalogue of Life.